# Gorizont 27
O Gorizont 27 (também conhecido por Gorizont 38L) foi um satélite de comunicação geoestacionário russo da série Gorizont construído pela NPO PM. Ele esteve localizado na posição orbital de 53 graus de longitude leste e era operado pela RSCC (Kosmicheskiya Svyaz). O satélite foi baseado na plataforma KAUR-3 e sua expectativa de vida útil era de 3 anos. O mesmo saiu de serviço em novembro de 2003.

## Lançamento
O satélite foi lançado com sucesso ao espaço no dia 27 de novembro de 1992, por meio de um veículo Proton-K/Blok-DM-2, lançado a partir do Cosmódromo de Baikonur, no Cazaquistão. Ele tinha uma massa de lançamento de 2.300 kg.

## Capacidade
O Gorizont 27 era equipado com seis transponders em banda C e um em banda Ku.